# منطقة هينجولي
هينجولي رمزها «HI» (بالإنجليزية: Hingoli)‏ ، هو تقسيم إداري لدولة الهند تتبع ولاية ماهاراشترا (بالإنجليزية: Maharashtra)‏ ، مركزها هو مدينة هينجولي (بالإنجليزية: Hingoli)‏ عدد سكانها حسب تعداد سنة 2001 هو 986,717 ، مساحتها 4,526 كم² وكثافة السكان 218 لكل كم² .